# Walchensee Forever
Walchensee Forever ist ein deutscher Dokumentarfilm unter der Regie von Janna Ji Wonders. Der Debütfilm der Regisseurin erhielt im Januar 2020 den Bayerischen Filmpreis in der Kategorie Bester Dokumentarfilm und wurde bei der Berlinale 2020 in der Sektion Perspektive Deutsches Kino uraufgeführt.

## Handlung
Die Regisseurin erzählt die Geschichte von fünf Generationen ihrer Familie zwischen Walchensee, Hippie-Träumen und dem sogenannten Harem um Rainer Langhans, einer experimentellen offenen Lebensgemeinschaft, aus der Perspektive der Frauen. Dabei bewegt sich der Film vom Familiencafé am bayerischen Walchensee über Mexiko nach San Francisco zum Summer of Love, dem Höhlenleben auf einer griechischen Insel, einem Ashram in Indien und wieder zum Ausgangspunkt zurück.
Die Handlung beginnt vor dem Krieg. Urgroßmutter Apa eröffnet gemeinsam mit ihrem Mann ein Ausflugscafé am Walchensee. Nach dem Tod einer Tochter, die an der Spanischen Grippe starb, bleibt ihr noch die Tochter Norma. Norma Werner ist die Großmutter der Regisseurin. Diese heiratet einen Künstler, bekommt zwei Töchter und übernimmt später das Café, das sie führt, bis sie 88 Jahre alt ist.
Ihre Töchter Anna und Frauke Werner musizieren zusammen, wobei ihnen das Jodeln eine gewisse regionale Bekanntheit verleiht. Ende der 1960er Jahre zieht es sie zu Reisen in die USA und nach Mexiko. Zurück in Deutschland lernt zunächst Frauke, die ebenso wie Anna in München studiert, Rainer Langhans und dessen Münchner Kommune (nicht zu verwechseln mit der früheren Berliner Kommune I) kennen. Sie entwickelt – möglicherweise aufgrund verschiedener Drogenerfahrungen – eine Psychose und verbringt auch einige Zeit in der Psychiatrie. Danach zieht sie sich mehr und mehr von Familie und Freunden zurück. Während Anna, die von ihrem Vater die Liebe zur Fotografie übernommen und Fotografie studiert hat, auf der Suche nach Erleuchtung mehrere Monate lang Indien bereist und in Ashrams lebt, nimmt sich Frauke in einer Silvesternacht das Leben.
Anna reist nach einigen Monaten der Trauer wieder in die USA und lebt in einer Hippie-Kommune. Dort wird sie mit Janna schwanger, der Regisseurin des Films. Nach einigen Jahren des Hin- und Herreisens zwischen den USA und Deutschland und nachdem die Beziehung zu Jannas Vater, Jazon Wonders, zerbrochen ist, kehrt Anna nach Deutschland zurück. Dort löst sie ihre Mutter Norma zunächst beim Betrieb des Cafés am See ab, bevor sie die Leitung in die Hände von Freunden legt. Die Freundschaft zu Rainer Langhans und Jutta Winkelmann, die sie häufig am Walchensee besuchen, bleibt über all diese Jahre erhalten. Janna Ji Wonders Leben spielt sich zwischen der Farm ihres Vaters in den USA und ihrer Heimat am Walchensee ab. Immer wieder sucht sie in dieser Zerrissenheit Halt bei der bodenständigen Großmutter, bis diese mit 104 Jahren stirbt.

## Produktion
Bei der Berlinale 2016 gewann die Regisseurin den mit 15 000 Euro dotierten ''Made in Germany – Förderpreis Perspektive'' der Sektion Perspektive Deutsches Kino als Stipendium zur Stoffentwicklung für Walchensee Forever. Im selben Jahr förderte der FilmFernsehFonds Bayern das Filmprojekt mit 120 000 Euro.
Walchensee Forever wurde von der Produktionsfirma Flare Film in Berlin und von Lichtblick Media produziert, der Bayerische Rundfunk war Koproduzent. Der Erstvertrieb liegt bei der farbfilm verleih GmbH Berlin.
Das Konzept des Films wurde von Janna Ji Wonders und dem Drehbuchautor Nico Woche erarbeitet; die Editorin Anja Pohl erhielt neben ihrem Credit für die Montage auch einen für Dramaturgie.
Der Film feierte seine Weltpremiere am 24. Februar 2020 auf der Berlinale.

## Rezeption
Bei der Verleihung des Bayerischen Filmpreises wurde Walchensee Forever als Familienepos bezeichnet. Der Film sei eine Entdeckungsreise und Jahrhundert-Erzählung über Familienstrukturen und deren Veränderung im Lauf von mehreren Jahrzehnten. Dabei thematisiere Janna Ji Wonders die großen Fragen des Lebens: Identität, Heimat, Selbstverwirklichung, die Suche nach Liebe und die Rolle der Familie. Der Film fange den Kreislauf des Lebens auf einmalige Weise ein.
Die Deutsche Film- und Medienbewertung (FBW) hat dem Film das „Prädikat Besonders Wertvoll“ verliehen und urteilte: „Mal spannend, mal zart, immer aber völlig authentisch und frei von Kitsch erzählt WALCHENSEE FOREVER eindrucksvolle Familiengeschichten.“

## Auszeichnungen
Walchensee Forever wurde im Januar 2020 in der Kategorie Bester Dokumentarfilm mit dem Bayerischen Filmpreis ausgezeichnet.
Bei der Berlinale 2020 war Walchensee Forever für den Berlinale Dokumentarfilmpreis nominiert und erhielt den mit 5000 Euro dotierten Kompass-Perspektive-Preis. Weiterhin war der Film für den Heiner-Carow-Preis der DEFA-Stiftung nominiert.
Beim Fünf Seen Filmfestival 2020 erhielt der Film den Publikumspreis.
2022 erhielt Walchensee Forever den SI Star Förderpreis, verliehen von Soroptimist International für herausragende Regisseurinnen von Spiel- und Dokumentarfilmen im deutschsprachigen Raum.